# Сличтер, Самнер Хьюбер
 Самнер Хьюбер Сличтер (англ.  Sumner Huber Slichter; 8 января 1892, Мадисон, штат Висконсин, США — 27 сентября 1959, Бостон, штат Массачусетс, США) — американский экономист, профессор экономики Гарвардского университета, президент Американской экономической ассоциации в 1941 году.

## Биография
Самнер родился 8 января 1892 года в Мадисон, штат Висконсин в семье декана Высшей школы Висконсинского университета Чарльза Сличтера (16.04.1864—04.10.1946) и учительницы средней школы Мэри Луизы Бирн Сличтер (10.1865—1935), его младшие братья известный геофизик Луи Сличтер (19.05.1896—25.03.1978) и промышленники Аллен Маккиннон Сличтер (18.02.1898—08.1974) и Дональд Чарльз Сличтер (3.07.1900—08.1978).
С. Сличтер учился в 1910 году в Мюнхенском университете, но получил степень бакалавра в 1913 году и магистра в 1914 году в Висконсинском университете, а в 1918 году получил докторскую степень в Чикагском университете.
Преподавательскую деятельность начал преподавателем экономики в Принстонском университете в 1918—1919 годах, в качестве ассистента профессора в Корнеллском университете в 1920—1925 годах, профессором в 1925—1930 годах в Корнеллском университете. В 1930—1940 годах профессор бизнес-экономики в Гарвардской школы бизнеса. С 1940 года первый профессор университета имени Томаса У. Ламонте.
C. Сличтер стал первым президентом Ассоциации исследований промышленных отношений в 1949 году. С. Сличтер умер 27 сентября 1959 года в Бостоне, штат Массачусетс.
Семья
С. Сличтер женился 6 июня 1918 года на Аде Пенс, дочери профессора Висконсинского университета. У них родились два сына, один из которых стал известным физиком Чарльз П. Сличтер (род. 21.01.1924), а внук Самнера Джейкоб Сличтер (род. 5.04.1961) — известный музыкант.

## Научный вклад
С. Сличтер был категорически против рабочего движения, и неоднократно выступал за законодательное ограничение действий профсоюзов. Он также был критиком нового курса Рузвельта.